# Parva (gmina)
Parva – gmina w Rumunii, w okręgu Bistrița-Năsăud. Obejmuje tylko jedną miejscowość Parva. W 2011 roku liczyła 2371 mieszkańców.